# Famille Mercier
La famille Mercier est une famille canadienne-française dont plusieurs membres se sont illustrés sur la scène politique. Ses membres les plus connus sont Honoré Mercier et Lomer Gouin, tous deux premiers ministres du Québec, Gaspard Fauteux, lieutenant-gouverneur du Québec ainsi que Thomas Mulcair, chef de l'opposition officielle à la Chambre des communes du Canada. Plusieurs Mercier ont détenu un titre de noblesse pontificale, celui de comte romain. 

## Filiation
- Honoré Mercier (1840-1894), député du Parti national dans Rouville à la Chambre des communes (1872-1874), député libéral de Saint-Hyacinthe (1879-1890) puis de Bonaventure (1890-1894) à l’Assemblée législative du Québec, Solliciteur général (1879) puis Premier ministre (1887-1892) de la Province de Québec. Il épousa Léopoldine Boivin en 1866 puis Virginie Saint-Denis en 1871[1],[2].
  - Éliza Mercier (1866-1911). Elle épousa en 1888 Lomer Gouin (1861-1929), député libéral de Montréal no 2 (1897-1908) puis de Portneuf (1908-1920) à l'Assemblée législative du Québec, Premier ministre de la province de Québec (1905-1920), conseiller législatif de la division de Salaberry (1920-1921), député libéral de Laurier-Outremont à la Chambre des communes (1921-1925) et  lieutenant-gouverneur de la province de Québec (1929)[3].
    - Léon-Mercier Gouin (1891-1983), sénateur(1940-1976). Il épousa Yvette Ollivier en 1917.
      - Thérèse Gouin-Décarie (née en 1923), professeure de psychologie à l'Université de Montréal et première femme francophones à siéger au Conseil national de recherches du Canada. Elle épousa le philosophe Vianney Décarie (1917-2009).

    - Paul Gouin (1898-1976), député de l'Action libérale nationale dans L'Assomption à l'Assemblée législative du Québec (1935-1936). Il épousa Gabrielle Garneau en 1922[4].

  - Héva Mercier (1873-1932). Elle épousa Homère Fauteux.
    - Gaspard Fauteux (1898-1963), député libéral de Montréal–Sainte-Marie à l'Assemblée législative (1931-1935), député libéral de Sainte-Marie à la Chambre des communes (1942-1950), puis Lieutenant-gouverneur de la province de Québec (1950-1958). Il épousa Marguerite Barré en 1923[5].
      - Marie Fauteux. Épousa Claude Castonguay (né en 1929), député libéral de Louis-Hébert (1970-1973), Ministre de la Santé (1970) puis des Affaires sociales (1970-1973), et sénateur conservateur (1990-1992).

    - Gérald Fauteux (1900-1980), juge à la Cour supérieure du Québec (1947-1949) puis à la cour suprême du Canada (1949-1973); Juge-en-chef du Canada (1970-1973).
    - Héva Fauteux. Elle épousa en 1939 son cousin Honoré Mercier III (voir ci-dessous).

  - Honoré Mercier II (1875-1937), député de Châteauguay à l’Assemblée législative du Québec (1907-1936). Il épousa Jeanne Fréchette en 1903[6].
    - Honoré Mercier III (1908-1988), député de Châteauguay à l’Assemblée législative du Québec (1944-1948). Il épousa en 1939 sa cousine Héva Fauteux (voir ci-dessus)[7].

  - Paul-Émile Mercier (1877-1926). Il épousa en 1900 Marie-Louise Taché (1881-1973).
    - Jeanne Mercier (1907-2005). Elle épousa en 1930 Pierre Hurtubise (1903-1962).
      - Jeanne Hurtubise (née en 1932). Elle épousa en 1952 Henry Mulcair (1931-1994).
        - Thomas Mulcair (né en 1954), député libéral de Chomedey à l’Assemblée nationale du Québec (1994-2007), Ministre de l'Environnement (2003-2006), député néo-démocrate d’Outremont à la Chambre des communes (2007-2018), chef du Nouveau Parti démocratique de 2012 à 2017 et chef de l’opposition officielle de 2012 à 2015[8].